# Tkon
Tkon je naselje na severovzhodni obali otoka Pašmana. Leži ob Pašmanskem kanalu nasproti Biograda na Moru; je središče občine Tkon Zadrske županije. V naselju stalno živi 707 prebivalcev (popis 2001), ki so pretežno ribiči, pridelujejo pa tudi grozdje, smokve in oljke.
V okolici Tkona, ki je s trajektno linijo povezan z Biogradom n/m, so lepe plaže.
Župnijska cerkev, kakor tudi letna počitniška hiša plemiške družine Di Erco sta bili postavljeni v 18. stoletju. Na griču Ćokovac,  severozahodno od Tkona stoji obnovljen Samostan sv. Kuzme in Damjana.
V Tkonu je bil rojen hrvaški general Ante Gotovina.

## Demografija
| Pregled števila prebivalcev po letih | Pregled števila prebivalcev po letih | Pregled števila prebivalcev po letih | Pregled števila prebivalcev po letih | Pregled števila prebivalcev po letih | Pregled števila prebivalcev po letih | Pregled števila prebivalcev po letih | Pregled števila prebivalcev po letih | Pregled števila prebivalcev po letih | Pregled števila prebivalcev po letih | Pregled števila prebivalcev po letih | Pregled števila prebivalcev po letih | Pregled števila prebivalcev po letih | Pregled števila prebivalcev po letih | Pregled števila prebivalcev po letih |
| ------------------------------------ | ------------------------------------ | ------------------------------------ | ------------------------------------ | ------------------------------------ | ------------------------------------ | ------------------------------------ | ------------------------------------ | ------------------------------------ | ------------------------------------ | ------------------------------------ | ------------------------------------ | ------------------------------------ | ------------------------------------ | ------------------------------------ |
| 1857                                 | 1869                                 | 1880                                 | 1890                                 | 1900                                 | 1910                                 | 1921                                 | 1931                                 | 1948                                 | 1953                                 | 1961                                 | 1971                                 | 1981                                 | 1991                                 | 2001                                 |
| 422                                  | 499                                  | 516                                  | 576                                  | 635                                  | 754                                  | 714                                  | 759                                  | 825                                  | 821                                  | 766                                  | 730                                  | 714                                  | 752                                  | 707                                  |